# Sot del Migdia
El Sot del Migdia es una gran explanada situada en la montaña de Montjuic de la ciudad de Barcelona, España.
Fue proyectado por Elisabeth Galí i Camprubí. 

## Situación
Está situado en el distrito de Sants-Montjuïc, en la calle Del Foc s/n, cerca del Palau Sant Jordi, el Estadio Olímpico, el cementerio de Montjuic, en la vertiente marítima de la montaña de Montjuic.

## Usos
Inicialmente fue concebido como un gran «rockódromo» (lugar para acoger grandes eventos musicales). Tiene una capacidad para eventos de hasta 20.000 personas. Pese a ello, las obras nunca llegaron a culminarse y nunca acogió el volumen de eventos para el que fue proyectado.
Desde hace muchos años es usado por la Federación Catalana de Autoescuelas para realizar prácticas de conducción y también es el emplazamiento elegido para celebran exámenes prácticos de conducción de todo tipo de vehículos.
Pese a que el supuesto Rockódromo nunca llegó a ser tal, albergó grandes acontecimientos, especialmente en sus primeros años. El Sot del Migdia acogió una notable cantidad de conciertos entre los que destacó el de Manu Chao contra la Globalización que acogió a más de 15.000 personas.
Entre los productores musicales barceloneses el Sot del Migdia era un lugar maldito por sus malas comunicaciones y por la dificultad de llenarlo. Solamente la Asociación Cultural Telecogresca se empeñaba en demostrar año tras año que el Sot podía ser un buen lugar para acoger conciertos, con sus repetidos éxitos en las 12 Telecogrescas que allí celebraron.
Con la construcción del Parc del Fòrum, todos los eventos que se realizaban en el Sot, incluida la Telecogresca, fueron desplazados al nuevo recinto. Sin embargo, en la edición del 2010 la Telecogresca volvió a este emplazamiento y ya ha celebrado allí otras dos ediciones.